# Cerithiopsis tenthrenois
Cerithiopsis tenthrenois is een slakkensoort uit de familie van de Cerithiopsidae. De wetenschappelijke naam van de soort is voor het eerst geldig gepubliceerd in 1896 door Melvill.